# Воскар
Воскар је мајстор-занатлија који се бави воскарским занатом, односно обрадом и прерадом пчелињег воска и других материјала (попут парафина) у циљу производње свећа (воштаница), воштаних фигура и других предмета. У српској традицији, воскари су често истовремено били и лицидери, па је њихова улога била изузетно важна на вашарима, саборима и у верском животу заједнице.

## Порекло назива
Назив "воскар" је словенског порекла, изведен директно из речи восак, која означава основну сировину овог заната.

## Опис занимања
Посао воскара је захтевао прецизност, стрпљење и познавање материјала. Главне делатности воскара су биле:
- Припрема воска: Топљење и пречишћавање сировог пчелињег воска.
- Израда свећа: Воскар је користио две основне технике:
  - Потапање (тунковање): Ручно намотавање памучног фитиља на рамове и њихово ритмично потапање у суд са растопљеним воском ("тунк") док се не постигне жељена дебљина свеће. Овако су се правиле танке црквене свеће.
  - Ливење у калупима: Сипање растопљеног воска или парафина у калупе различитих облика за израду већих, украсних свећа (нпр. за венчања, крштења).
- Додатна обрада: Бојење, украшавање или лакирање свећа.
- Лицидерски послови: Због сезонске природе посла, многи воскари су се бавили и лицидерским занатом, производећи медене колаче за продају на вашарима током лета.

## Историјски статус и обука
У средњовековној Србији, због високе вредности воска, воскари су радили при владарским дворовима и манастирима. Са развојем градова у османском периоду, постају значајне занатлије организоване у еснафе.
- Еснафска организација: Воскари су имали своје еснафе, који су штитили интересе заната и контролисали квалитет. Често су били удружени у заједничке "воскарско-лицидерске" еснафе, што је забележено у Београду (од 1856) и Крагујевцу (од 1820).[3][4]
- Обука: Занат се традиционално преносио са генерације на генерацију унутар породице. Процес обуке је био дуготрајан и подразумевао је учење кроз рад као шегрт и калфа пре стицања звања мајстора.

## Улога и значај у друштву
Воскар је имао двоструку улогу у друштву.
- Верска улога: Као произвођач свећа од чистог пчелињег воска (воштаница), воскар је био неизоставан део црквеног живота. Воштаница, као симбол чистоте, жртве и божанске светлости, била је и остала незаменљива у православним верским обредима, што је овом занату обезбедило трајност.[5]
- Друштвена и економска улога: Као "воскар-лицидер", био је централна фигура на вашарима, саборима и другим народним окупљањима. Његова тезга је била место где су се куповали поклони, посебно лицидерска срца као знак љубави, али и бомбоне и друге слаткише.

## Воскари данас
Са појавом индустријске производње јефтинијих парафинских свећа, воскарски занат је значајно изгубио на економском значају. Данас је веома редак, а малобројни мајстори који се њиме баве углавном су породичне радионице које су успеле да очувају традицију. Њихова производња је данас готово искључиво усмерена на израду свећа од чистог пчелињег воска за потребе Српске православне цркве.